# Forest Silence
Forest Silence — угорський блек-метал гурт, утворений в 1996 році в Сомбатхей.

## Заклик
- Winter — вокал

Колишніх членів
- Nagy Andreas — гітара
- Zoltan Schoenberger — барабани

## Дискографія
Full-length
- 2006 — «Philosophy of Winter»

Demo
- 1997 — «The 3rd Winter»
- 2000 — «Winter Circle»
- 2002 — «The Eternal Winter»

EP
- 2010 — «Winter Ritual»